# Liste des titres musicaux numéro un aux États-Unis en 2015
Cette page liste les titres musicaux ayant eu le plus de succès au cours de l'année 2015 aux États-Unis d'après le magazine Billboard.

## Historique

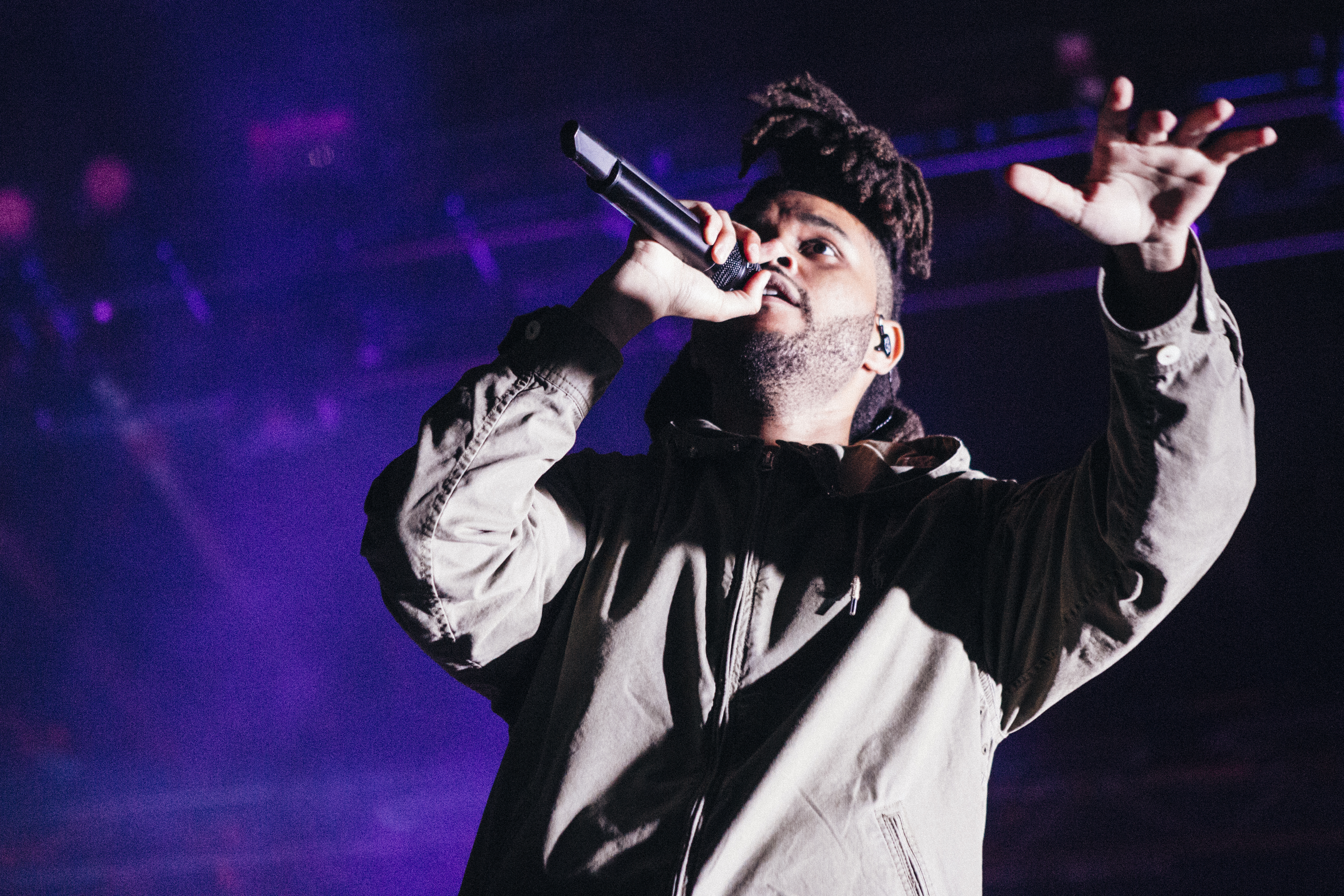
Le chanteur canadien The Weeknd y reste 9 semaines numéro un avec Can't Feel My Face et The Hills.

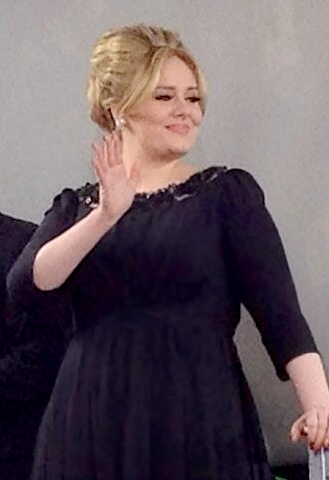
La chanteuse Adele reste 7 semaines numéro un au Billboard Hot 100 en 2015 avec la chanson Hello.

| |  |  |
| Mark Ronson et le chanteur Bruno Mars sont restés 14 semaines consécutives numéro un au Billboard Hot 100 en 2015 avec la chanson Uptown Funk. |  |  |

L'année 2015 commence avec le titre Blank Space de la chanteuse américaine Taylor Swift. La musique a été très populaire sur YouTube où elle est devenue la deuxième vidéo la plus vue de l'histoire de YouTube, mais elle perd cette place honorifique après 5 semaines numéro 1 en 2014 et 2 semaines en 2015 : Blank Space est détrôné par la collaboration entre le producteur britannique Mark Ronson et le chanteur hawaïen Bruno Mars et leur tube Uptown Funk.
Le titre Uptown Funk devient un véritable hit à travers le monde en atteignant la première place dans plusieurs pays. Mais aux États-Unis, le single est la première musique des années 2010 à rester 14 semaines numéro 1 et la 6e de l'histoire du classement américain. Uptown Funk barre la première place à Thinking out lound (8 semaines numéro deux) de Ed Sheeran ainsi qu'à Sugar (4 semaines numéro 2) de Maroon 5 qui doivent tous deux se contenter de la seconde place. Uptown Funk est finalement détrôné en avril par See You Again de Wiz Khalifa.
See You Again du rappeur Wiz Khalifa et du chanteur Charlie Puth est issu de la bande originale du film Fast and Furious 7 et rend hommage à l'acteur Paul Walker mort dans un accident de la route en 2013. La musique connaît un succès fulgurant aux États-Unis comme dans le reste du monde. Aux États-Unis, elle reste 12 semaines numéro 1, ce qui en fait la musique de rap demeurée le plus longtemps numéro 1 aux États-Unis avec Lose Yourself d'Eminem en 2003. La musique remporte un véritable succès sur YouTube où elle atteint le score de 2 milliards de vues.
Durant l'été, la chanson Cheerleader du Jamaïcain OMI remixé par un DJ allemand de hisse à la première place et devient le tube de l'été outre-atlantique, ses sonorités estivales et son rythme en font un véritable succès du "summer 15". La musique obtient une énorme réussite sur Spotify ainsi que sur Shazam. Le chanteur OMI ne réussira pas à reclasser une de ses chansons dans le classement nord-américain, ce qui fait de lui un One hit wonder. Après 6 semaines numéro 1, son titre Cheerleader perd la première place au profit de Can't Feel My Face du canadien The Weeknd.
The Weeknd profite de cette rentrée 2015 pour signer deux numéro 1 avec Can't Feel My Face (3 semaines) musique rythmée et dansante où le chanteur prend feu littéralement dans le clip, et The Hills (6 semaines) musique beaucoup plus sombre dans son atmosphère et son texte. The Weeknd avec The Hills prive de Drake celui qui l'a fait connaitre d'avoir sa propre numéro 1 avec le titre Hotline Bling[incompréhensible]. Entre-temps, Justin Bieber a eu son premier numéro 1 avec What do you Mean? en septembre pendant une semaine.

Les dernières semaines de l'année seront pour la chanteuse Adele qui entre directement à la première place avec son titre Hello et y reste 10 semaines au total. Le succès de la musique est dû à un retour d'une longue absence d’Adele (3 ans), ce morceau est le plus diffusé en radio dès sa première semaine numéro 1, de plus les paroles de Hello ont su toucher le cœur du public américain et permettre à Adele d'obtenir son quatrième numéro 1.

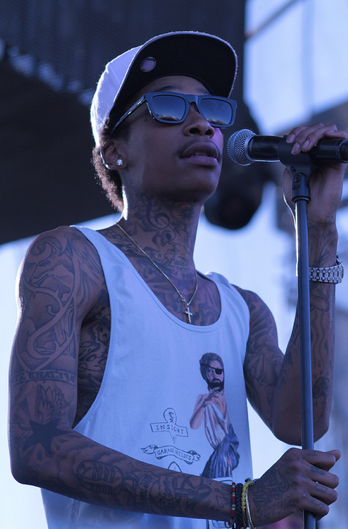
Les chanteurs Wiz Khalifa et Charlie Puth restent 12 semaines consécutives numéro un au Billboard Hot 100 en 2015 avec la chanson See You Again.

| Date         | Artiste(s)                            | Titre              | Référence |
| ------------ | ------------------------------------- | ------------------ | --------- |
| 3 janvier    | Taylor Swift                          | Blank Space        |           |
| 10 janvier   | Taylor Swift                          | Blank Space        |           |
| 17 janvier   | Mark Ronson featuring Bruno Mars      | Uptown Funk        |           |
| 24 janvier   | Mark Ronson featuring Bruno Mars      | Uptown Funk        |           |
| 31 janvier   | Mark Ronson featuring Bruno Mars      | Uptown Funk        |           |
| 7 février    | Mark Ronson featuring Bruno Mars      | Uptown Funk        |           |
| 14 février   | Mark Ronson featuring Bruno Mars      | Uptown Funk        |           |
| 21 février   | Mark Ronson featuring Bruno Mars      | Uptown Funk        |           |
| 28 février   | Mark Ronson featuring Bruno Mars      | Uptown Funk        |           |
| 7 mars       | Mark Ronson featuring Bruno Mars      | Uptown Funk        |           |
| 14 mars      | Mark Ronson featuring Bruno Mars      | Uptown Funk        |           |
| 21 mars      | Mark Ronson featuring Bruno Mars      | Uptown Funk        |           |
| 28 mars      | Mark Ronson featuring Bruno Mars      | Uptown Funk        |           |
| 4 avril      | Mark Ronson featuring Bruno Mars      | Uptown Funk        |           |
| 11 avril     | Mark Ronson featuring Bruno Mars      | Uptown Funk        |           |
| 18 avril     | Mark Ronson featuring Bruno Mars      | Uptown Funk        |           |
| 25 avril     | Wiz Khalifa featuring Charlie Puth    | See You Again      |           |
| 2 mai        | Wiz Khalifa featuring Charlie Puth    | See You Again      |           |
| 9 mai        | Wiz Khalifa featuring Charlie Puth    | See You Again      |           |
| 16 mai       | Wiz Khalifa featuring Charlie Puth    | See You Again      |           |
| 23 mai       | Wiz Khalifa featuring Charlie Puth    | See You Again      |           |
| 30 mai       | Wiz Khalifa featuring Charlie Puth    | See You Again      |           |
| 6 juin       | Taylor Swift featuring Kendrick Lamar | Bad Blood          |           |
| 13 juin      | Wiz Khalifa featuring Charlie Puth    | See You Again      |           |
| 20 juin      | Wiz Khalifa featuring Charlie Puth    | See You Again      |           |
| 27 juin      | Wiz Khalifa featuring Charlie Puth    | See You Again      |           |
| 4 juillet    | Wiz Khalifa featuring Charlie Puth    | See You Again      |           |
| 11 juillet   | Wiz Khalifa featuring Charlie Puth    | See You Again      |           |
| 18 juillet   | Wiz Khalifa featuring Charlie Puth    | See You Again      |           |
| 25 juillet   | OMI                                   | Cheerleader        |           |
| 1er août     | OMI                                   | Cheerleader        |           |
| 8 août       | OMI                                   | Cheerleader        |           |
| 15 août      | OMI                                   | Cheerleader        |           |
| 22 août      | The Weeknd                            | Can't Feel My Face |           |
| 29 août      | OMI                                   | Cheerleader        |           |
| 5 septembre  | OMI                                   | Cheerleader        |           |
| 12 septembre | The Weeknd                            | Can't Feel My Face |           |
| 19 septembre | Justin Bieber                         | What Do You Mean?  |           |
| 26 septembre | The Weeknd                            | Can't Feel My Face |           |
| 3 octobre    | The Weeknd                            | The Hills          |           |
| 10 octobre   | The Weeknd                            | The Hills          |           |
| 17 octobre   | The Weeknd                            | The Hills          |           |
| 24 octobre   | The Weeknd                            | The Hills          |           |
| 31 octobre   | The Weeknd                            | The Hills          |           |
| 7 novembre   | The Weeknd                            | The Hills          |           |
| 14 novembre  | Adele                                 | Hello              |           |
| 21 novembre  | Adele                                 | Hello              |           |
| 28 novembre  | Adele                                 | Hello              |           |
| 5 décembre   | Adele                                 | Hello              |           |
| 12 décembre  | Adele                                 | Hello              |           |
| 19 décembre  | Adele                                 | Hello              |           |
| 26 décembre  | Adele                                 | Hello              |           |